# Kalkidan Gezahegneová
Kalkidan Gezahegneová (* 8. května 1991, Addis Abeba) je etiopská atletka, která na halovém MS v katarském Dauhá získala zlatou medaili v běhu na 1500 metrů. Zároveň se stala nejmladší vítězkou v dějinách šampionátu. 
V roce 2008 si doběhla na juniorském mistrovství světa v Bydhošti pro stříbrnou medaili. O rok později na mistrovství světa v Berlíně skončila devátá.